# Salangana de Borneo
La salangana de Borneo (Collocalia dodgei) és una espècie d'ocell de la família dels apòdids (Apodidae) 

## Hàbitat i distribució
Habita els boscos de Borneo.

## Taxonomia
Considerada freqüentment una subespècie de la salangana linxi (Collocalia linchi), és considerada una espècie diferent, "Bornean Swiftlet" (salangana de Borneo), per alguns especialistes, arran els treballs de Moyle et al. (2008)